# ويل هاتفيلد
ويل هاتفيلد (بالإنجليزية: Will Hatfield)‏ هو لاعب كرة قدم بريطاني، ولد في 10 أكتوبر 1991 في Liversedge ‏ في المملكة المتحدة. لعب مع ليدز يونايتد ونادي أكرينغتون ستانلي ونادي يورك سيتي.

## وصلات خارجية
- ويل هاتفيلد على موقع قاعدة بيانات كرة القدم.إي يو (الإنجليزية)
- ويل هاتفيلد على موقع Soccerbase.com (لاعب) (الإنجليزية)
- ويل هاتفيلد على موقع Soccerway.com (الإنجليزية)